# إيلس

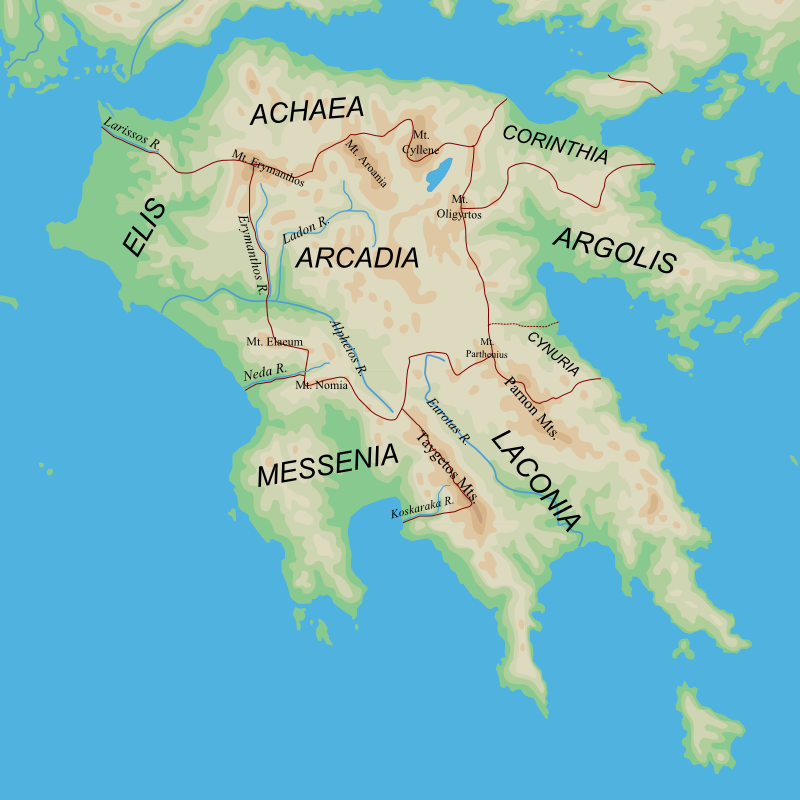
المناطق القديمة في البيلوبونيز (جنوب البر الرئيسى اليونان).

دول البيلوبونيز القديمة (interactive version)

ايلس /ˈɛlɪs/ أو إيليا /ɛˈlaɪ.ə/ (لغة يونانية, Modern: Ήλιδα Ilida, Ancient: Ἦλις Ēlis; اليونانية الدوريكية: Ἆλις Alis; اليونانية الدوريكية: Ϝαλις Walis, اسم إثني: Ϝαλειοι) هي منطقة قديمة تتوافق مع مقاطعة إيليا الإقليمية الحديثة. تقع اليس في جنوب اليونان على شبه جزيرة البيلوبونيز، وتحدها من الشمال آخايا ومن الشرق أركاديا ومن الجنوب ميسينيا ومن الغرب البحر الأيوني. على مدار العصور القديمة والكلاسيكية، سيطر بوليس اليس على جزء كبير من منطقة اليس، على الأرجح من خلال معاهدات غير متكافئة مع مدن أخرى، والتي اكتسبت وضع بريواسيس (Perioeci). وهكذا تشكلت دولة مدينة اليس.

## أعلام
- بيرو
- هيبياس

## روابط خارجية
- Map from the Hellenic Ministry of Culture
- Elis - the city of the Olympic games
- Mait Kõiv, Early History of Elis and Pisa: Invented or Evolving Traditions?